# Khatchatour Abovian
Œuvres principales
- Les Blessures de l'Arménie

Khatchatour Abovian (en arménien Խաչատուր Աբովյան ; né le 15 octobre 1809, disparu le 14 avril 1848) est un écrivain et poète arménien du début du XIXe siècle, ainsi qu'une figure nationale et un avocat de la modernisation. Considéré comme le père de la littérature arménienne moderne, il est principalement connu pour son roman historique Verk Hayastani (« Les Blessures de l'Arménie », 1841).
Né près d'Erevan, à Kanaker-Zeytun, il fait ses études à Etchmiadzin, Tiflis, puis à l'université de Dorpat. Abovian a écrit des poèmes, des nouvelles, des œuvres dramatiques ainsi que des ouvrages pédagogiques. Un institut pédagogique porte d'ailleurs son nom dans la capitale arménienne. Même publié dix ans après la disparition de son auteur, son roman historique eut une grande influence sur les écrivains des générations suivantes, sa langue plus moderne et plus vivante ne faisant plus référence stricto sensu au grabar, à l'arménien ancien, mais à la langue vernaculaire, à la langue parlée des Arméniens du XIXe siècle, avec en plus, les particularismes régionaux du dialecte de Kanaker.

## Extrait
« La forteresse d'Erevan ! que mes yeux soient arrachés ! de combien d'Arméniens n'a-t-elle pas mangé la chair ! que de gens innocents, après des souffrances, des tortures, un martyre de plusieurs années, après avoir subi les supplices du feu, du cercle de fer chauffé à blanc, du maillet et des tuiles ardentes, ont trouvé la mort par un coup de canon qui les a mis en pièces, ou bien ont expiré sur le gibet en mordant leur propre chair, tordus, les yeux sortant des orbites ! Que de beaux jeunes hommes, enfants uniques de toute une famille, seule consolation d'une pauvre maison, maîtres et protecteurs d'une dizaine de personnes, ont été dans la fleur de l'âge écorchés vivant ou bien ont eu la tête tranchée par l'épée, pour aller au ciel jouir de leur jeunesse, afin que la terre, assoiffée de leur sang, s'en abreuvât et se rassasiât ! »
(La forteresse d'Erevan, fragment tiré du livre Les Blessures de l'Arménie, traduction Archag Tchobanian, Anthologie de Rouben Mélik, p. 163.)